# Taboitien
Taboitien est une petite localité de la commune de Tiassalé au sud-est de la Côte d'Ivoire, dans la région des Lagunes. Il est situé à 5 km au nord-est de Tiassalé.
Le village de Taboitien est limité à l'est par les fleuves Bandama et N'Zi, à l'ouest par le village de Siga, au nord par le village de Sindressou et au sud par Tiassalé. Sa population est d'environ 3 500 habitants en 2015.

Taboitien est un regroupement de plusieurs petits villages et campements à savoir Taboitien, Katomo, Sanwouékro, Godêkro, Akakro, Ahuékro, Pénasso.

## Population
Les Elèmouè de Taboitien sont issus de la fraction Assabou du sous-groupe baoulé Walèbo à laquelle appartenait la reine Abla Pokou.
| Population            | Environ 3500 habitants                           |
| Autochtones           | Elèmouè (sous-groupe baoulé)                     |
| Allogènes             | autres sous-groupes Baoulé, Gouro, Lobi, Malinké |
| Activités principales | Agriculture - Pêche                              |

## Économie
Taboitien est producteur de cacao, de banane et de café, ainsi que d'igname et de manioc. La pêche est également une ressource des lieux grâce aux fleuves Bandama et N'Zi. Le village a créé une mutuelle pour son développement (MUDETA: Mutuelle pour le Développement de Taboitien) en 2003.